# Przedzamcze

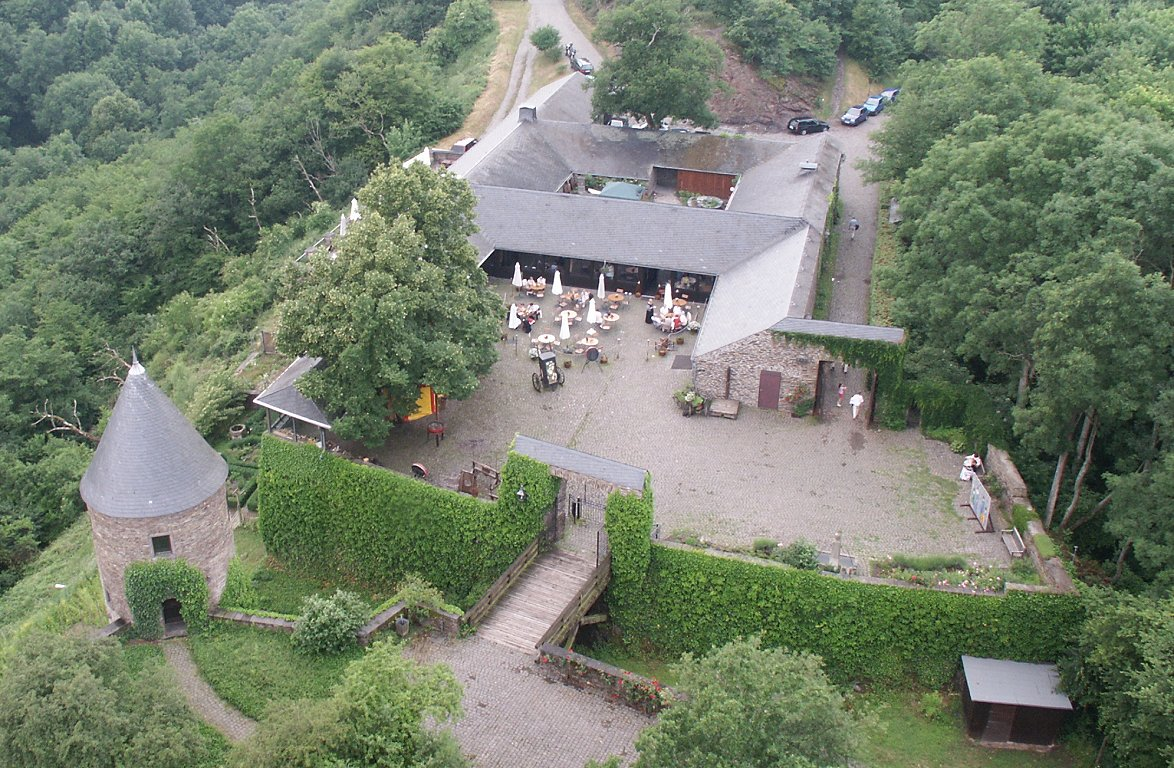
Przedzamcze zamku Pyrmont

Przedzamcze – teren oraz zabudowania znajdujące się na terenie przylegającym do zamku. 

## Inne
- Przedzamcze (Sztum)
- Sztum-Przedzamcze (gromada)